# Sutonocrea novata
Sutonocrea novata là một loài bướm đêm thuộc phân họ Arctiinae, họ Erebidae.